# جاغوابيتا
جاغوابيتا بلدية في ولاية بارانا في المنطقة الجنوبية من البرازيل.